# Giovanni V d'Armagnac
Giovanni V d'Armagnac in francese: Jean V d'Armagnac (1420 – Lectoure, 6 marzo 1473) fu Visconte di Lomagne e Auvillars dal 1436 circa e poi conte di Rodez, conte d'Armagnac e di Fezensac dal 1450 alla sua morte.
Un cronista contemporaneo così lo descrisse: "Nelle sue vene scorreva il fuoco. Era tanto violento nei desideri quanto imperioso nelle azioni. Il suo aspetto non era attraente: era piccolo di statura e tozzo, persino panciuto, ma dotato di una grande forza fisica. Il suo collo era corto, sommontato da un viso segnato dall'acne e con occhi strabici, coronato da una chioma di capelli rossi."

## Origine
Giovanni, sia secondo i Documens historiques et généalogiques sur les familles et les hommes remarquables du Rouergue, che secondo Pierre de Guibours, detto Père Anselme de Sainte-Marie o più brevemente Père Anselme, era il figlio maschio primogenito del Conte di Rodez, conte d'Armagnac e di Fezensac, conte di Charolais e visconte di Lomagne e d'Auvillar, Bernardo VII e di Isabella d'Évreux-Navarra, figlia quintogenita del re di Navarra, conte d'Évreux e duca di Nemours, Carlo III di Navarra detto il Nobile e di Eleonora Enriquez.
Giovanni IV d'Armagnac, sia secondo i Documens historiques et généalogiques sur les familles et les hommes remarquables du Rouergue, che secondo Père Anselme, era il figlio maschio primogenito del Conte di Rodez, conte d'Armagnac e di Fezensac, conte di Charolais e visconte di Lomagne e d'Auvillar, Bernardo VII e della signora di Faucigny, Bona di Berry, che, sia secondo i Documens historiques et généalogiques sur les familles et les hommes remarquables du Rouergue, che secondo Père Anselme, era la figlia terzogenita del duca di Berry e d'Alvernia e conte di Poitiers e Montpensier, Giovanni di Francia (1340 † 1416) e della prima moglie Giovanna d'Armagnac (24 giugno 1346-1387), che, sempre secondo i Documens historiques et généalogiques sur les familles et les hommes remarquables du Rouergue, che secondo Père Anselme, era la figlia terzogenita del Conte di Rodez, conte d'Armagnac e di Fezensac e visconte di Lomagne e d'Auvillar, Giovanni I (1306 -† 1373) e della contessa di Charolais, Beatrice di Clermont (gennaio 1311 - Rodez 25 agosto 1364), principessa di sangue reale, figlia primogenita del conte di Charolais e signore di Saint-Just, Giovanni (figlio di Roberto di Francia, figlio del re di Francia, Luigi IX il Santo) e della sua seconda moglie, Giovanna di Dargies, signora di Dargies e di Catheux.

## Biografia

Scudo dei conti d'Armagnac e di Rodez, dopo il 1304

Giovanni fu visconte di Lomagne, ancora vivente il padre.
Dopo la morte della prozia Margherita di Comminges, suo padre, Giovanni IV, reclamò la contea di Comminges a nome delle figlia, Giovanna, che Margherita aveva avuto da suo zio paterno, Giovanni III d'Armagnac; questo suo reclamo indispose il re Carlo VII, che accusò Giovanni di cercare un'alleanza con gli inglesi e chiese al delfino, Luigi di punirlo, il giovane Luigi mise quindi sotto asseddio L'Isle-Jourdain prendendo Giovanni in ostaggio a Carcassonne nel 1443; assieme a Giovanni IV, furono presi in ostaggio tutti i familiari, ad eccezione di Giovanni, che si era rifugiato in Spagna.
Tre anni dopo, suo padre, Giovanni, fu formalmente perdonato, ma le sue terre continuarono ad essere governate da ufficiali regi ed egli non ebbe più nessuna indipendenza fino alla morte sopraggiunta il 5 novembre 1450, a L'Isle-Jourdain.
A Giovanni IV succedette il figlio maschio primogenito, Giovanni, che era rientrato dalla Spagna, come Giovanni V conte d'Armagnac e di Fezensac e Rodez.
Rese immediatamente omaggio e fu compagno d'armi di re di Francia, Carlo VII durante la guerra contro gli inglesi, e Carlo VII, nel 1451, gli fece restituire i 4 castelli che erano ancora occupati e la città di Lectoure.
La fortuna di Giovanni ebbe termine quando si seppe che era divenuto l'amante di sua sorella, Isabella, da cui aveva avuto due figli ed aveva chiesto la dispensa per il matrimonio a papa Niccolò V, che l'aveva scomunicato; nonostante la promessa di emendarsi Giovanni continuò a vivere con la sorella, che gli diede un terzo figlio. Dopo vani tentativi di conciliazione, Carlo VIII ordinò una spedizione punitiva, comandata da Giovanni II di Borbone: Giovanni si rifugiò nella roccaforte di Lectoure, che fu conquistata il 24 giugno 1455; Giovanni riuscì a fuggire e raggiungere Isabella che si trovava in Spagna.
Giovanni sposò Isabella, avendo prodotto una falsa dispensa papale di Callisto III, succeduto nel 1455 a Niccolò V.
Con l'accusa del matrimonio incestuoso ed anche con un'accusa di accordo con gli inglesi, Giovanni fu citato davanti al parlamento di Parigi; dopo aver cercato con ogni mezzo di bloccare il processo, si rifugiò nelle Fiandre, Giovanni fu condannato in contumacia di tradimento incesto e ribellione, ed il 13 maggio 1460, fu bandito dal regno e tutti i suoi domini requisiti; neanche l'intervento di papa Pio II, che sollecita pietà, smosse Carlo VII.
Le cose mutarono dopo la morte di Carlo VII (22 luglio 1461), in quanto il nuovo re di Francia, Luigi XI, lo perdonò e lo riabilitò completamente, restituendogli tutti i suoi beni.
Nel 1465, Giovanni appoggiò nella sua protesta, Carlo di Francia, duca di Berry, fratello minore di Luigi XI, denominata La Lega del bene pubblico; dopo l'avvenuta pacificazione, Luigi XI non dimenticò l'affronto, e, con l'accusa di avere rapporti col re d'Inghilterra, Edoardo IV, nel settembre 1470, il parlamento di Parigi, decretò la requisizione di tutti i suoi beni per lesa maestà e lo condannò ad essere arrestato.
Giovanni, dopo essere stato sconfitto, nel giugno 1472, si rifugiò in Aragona, ma nel mese do ottobre era già rientrato e asserragliato a Lectoure.
Giovanni dovette capitolare e perdette la vita in una scaramuccia; secondo Père Anselme, Giovanni fu assassinato a colpi di pugnale, il 6 marzo 1473, dagli armigeri che erano entrati a Lectoure.
Alla sua morte, l'eredità di Giovanni non fu riconosciuta ai figli avuti dalla sorella (in quanto considerati illegittimi) e passò perciò al fratello, Carlo, che divenne conte titolare, in quanto per volere di Luigi XI i beni di Giovanni furono spartiti tra diversi beneficiari.

## Matrimoni e discendenza
Giovanni ebbe una relazione incestuosa con la propria sorella Isabella d'Armagnac (detta la più bella principessa di quel periodo), figlia, sempre secondo i Documens historiques et généalogiques sur les familles et les hommes remarquables du Rouergue, che secondo Père Anselme, era figlia del conte di Rodez, conte d'Armagnac e di Fezensac, conte di Charolais e visconte di Lomagne e d'Auvillar, Giovanni IV e di Isabella d'Évreux-Navarra; ancora secondo Père Anselme, pare che Isabella avesse convinto Ambroise de Cambrai, referente del papa e poi Maître des requêtes a produrre la falsa dispensa papale, che permise di sposare il proprio fratello.
Giovanni, nel 1463, per la nullità del matrimonio, la creò contessa di Aure, a patto che si risposasse o si ritirasse in convento; secondo lo storico Charles Samaran, Isabella mantenne il titolo di contessa di Aure, sino alla sua morte, passando il resto della vita a Castelnau-Magnoac, dove fece testamento nel 1474 e morì nel 1475, facendo una fine miserabile (sa misérable fin); secondo la sua volontà espressa nel testamento fu sepolta nella cattedrale di Auch.
Giovanni da Isabella ebbe tre figli:
- Giovanni (prima 1460 - † 1516), citato come nipote dalla madre nel suo testamento, fu signore di Camboulas; sposò nel 1507 Jeanne de La Tour, dalla quale ebbe un figlio[28]:
  - Antonio[29]
- Antonio (prima 1460 - † dopo 1516), signore di Montrozier[15], detto il Bastardo d'Armagnac, non si sposò e morì senza figli[30].
- Rosa (prima 1460 - † dopo 1516), erede designata dal testamento della madre, che sposò nel 1498 Gaspard de Villemur, signore di Saint Paul, al quale dette un figlio[31]:
  - Giacomo, barone di Pailhès, che fu in buoni rapporti col futuro re di Francia, Enrico IV di Borbone[32].

Dopo essersi separato da sua sorella, Giovanni, nel 1469 sposò Giovanna di Foix-Navarra, figlia del conte di Foix e Bigorre, visconte del Béarn, di Narbonne, Nébouzan, Villemeur e Lautrec e Pari di Francia, Gastone IV di Foix e della sovrana de jure di Navarra e poi regina effettiva di Navarra, Eleonora(quest'ultima cugina prima di Giovanni in quanto figlia di Bianca di Navarra, sorella della madre di lui); il contratto di matrimonio era dell'agosto 1468; quando la città di Lectoure cadde ed il marito fu ucciso, Giovanna era incinta di circa otto mesi, e fu condotta al castello di Buzet-sur-Tarn; sulla sorte di Giovanna è nata una leggenda: il cardinale Jean Jouffroy, le fece bere una pozione che la fece abortire del figlio maschio che portava in grembo, affinché non restasse in vita nessun discendente legittimo dei conti d'Armagnac; e conseguentemente lei morì dopo due giorni; invece vi sono prove inconfutabili che Giovanna visse ancora alcuni anni: nell'agosto 1473, raggiunse il convento dei cappuccini di Rodez, dove ricevette la pensione annuale di 6.000 Livre tournois, concessale dal re Luigi XI; Giovanna controfirmò un documento nel febbraio 1476. Giovanna a Giovanni V diede un figlio, nato postumo:
- figlio, nato morto (1473).

Da un'amante di nome Margherita Despujos, di cui non conosciamo gli ascendenti, Giovanni ebbe un figlio:
- Pietro, Bastardo d'Armagnac.

## Ascendenza
|                                           |                             |                                       | Genitori                                                                    |  |  | Nonni |  |  | Bisnonni                                 |  |  | Trisnonni                                |  |
|                                           |                             |                                       |                                                                             |  |  |       |  |  | 8. Giovanni II, conte d'Armagnac e Rodez |  |  | 16. Giovanni I, conte d'Armagnac e Rodez |  |
|                                           |                             |                                       |                                                                             |  |  |       |  |  | 8. Giovanni II, conte d'Armagnac e Rodez |  |  | 16. Giovanni I, conte d'Armagnac e Rodez |  |
|                                           |                             | 17. Beatrice di Charolais             |                                                                             |  |  |       |  |  | 8. Giovanni II, conte d'Armagnac e Rodez |  |  |                                          |  |
| 4. Bernardo VII, conte d'Armagnac e Rodez |                             |                                       |                                                                             |  |  |       |  |  | 8. Giovanni II, conte d'Armagnac e Rodez |  |  |                                          |  |
|                                           |                             | 9. Giovanna di Périgord               | 18. Ruggero Bernardo, conte di Périgord                                     |  |  |       |  |  |                                          |  |  |                                          |  |
|                                           |                             | 9. Giovanna di Périgord               | 18. Ruggero Bernardo, conte di Périgord                                     |  |  |       |  |  |                                          |  |  |                                          |  |
|                                           |                             | 9. Giovanna di Périgord               | 19. Eleonora di Vendôme                                                     |  |  |       |  |  |                                          |  |  |                                          |  |
| 2. Giovanni IV, conte d'Armagnac e Rodez  |                             | 9. Giovanna di Périgord               |                                                                             |  |  |       |  |  |                                          |  |  |                                          |  |
|                                           |                             | 10. Giovanni, duca di Berry           | 20. Giovanni II, re di Francia                                              |  |  |       |  |  |                                          |  |  |                                          |  |
|                                           |                             | 10. Giovanni, duca di Berry           | 20. Giovanni II, re di Francia                                              |  |  |       |  |  |                                          |  |  |                                          |  |
|                                           |                             | 10. Giovanni, duca di Berry           | 21. Bona di Lussemburgo                                                     |  |  |       |  |  |                                          |  |  |                                          |  |
| 5. Bona di Berry                          |                             | 10. Giovanni, duca di Berry           |                                                                             |  |  |       |  |  |                                          |  |  |                                          |  |
|                                           |                             | 11. Giovanna d'Armagnac               | 22. Giovanni I, conte d'Armagnac e Rodez (= 16)                             |  |  |       |  |  |                                          |  |  |                                          |  |
|                                           |                             | 11. Giovanna d'Armagnac               | 22. Giovanni I, conte d'Armagnac e Rodez (= 16)                             |  |  |       |  |  |                                          |  |  |                                          |  |
|                                           |                             | 11. Giovanna d'Armagnac               | 23. Beatrice di Charolais (= 17)                                            |  |  |       |  |  |                                          |  |  |                                          |  |
| 1. Giovanni V, conte d'Armagnac e Rodez   |                             | 11. Giovanna d'Armagnac               |                                                                             |  |  |       |  |  |                                          |  |  |                                          |  |
|                                           | 12. Carlo II, re di Navarra | 24. Filippo, conte d'Évreux           |                                                                             |  |  |       |  |  |                                          |  |  |                                          |  |
|                                           | 12. Carlo II, re di Navarra | 24. Filippo, conte d'Évreux           |                                                                             |  |  |       |  |  |                                          |  |  |                                          |  |
|                                           | 12. Carlo II, re di Navarra | 25. Giovanna II, regina di Navarra    |                                                                             |  |  |       |  |  |                                          |  |  |                                          |  |
| 6. Carlo III, re di Navarra               | 12. Carlo II, re di Navarra |                                       |                                                                             |  |  |       |  |  |                                          |  |  |                                          |  |
|                                           |                             | 13. Giovanna di Francia               | 26. Giovanni II, re di Francia (= 20)                                       |  |  |       |  |  |                                          |  |  |                                          |  |
|                                           |                             | 13. Giovanna di Francia               | 26. Giovanni II, re di Francia (= 20)                                       |  |  |       |  |  |                                          |  |  |                                          |  |
|                                           |                             | 13. Giovanna di Francia               | 27. Bona di Lussemburgo (= 21)                                              |  |  |       |  |  |                                          |  |  |                                          |  |
| 3. Isabella di Navarra                    |                             | 13. Giovanna di Francia               |                                                                             |  |  |       |  |  |                                          |  |  |                                          |  |
|                                           |                             | 14. Enrico II, re di Castiglia e León | 28. Alfonso XI, re di Castiglia e León                                      |  |  |       |  |  |                                          |  |  |                                          |  |
|                                           |                             | 14. Enrico II, re di Castiglia e León | 28. Alfonso XI, re di Castiglia e León                                      |  |  |       |  |  |                                          |  |  |                                          |  |
|                                           |                             | 14. Enrico II, re di Castiglia e León | 29. Eleonora di Guzmán                                                      |  |  |       |  |  |                                          |  |  |                                          |  |
| 7. Eleonora di Castiglia                  |                             | 14. Enrico II, re di Castiglia e León |                                                                             |  |  |       |  |  |                                          |  |  |                                          |  |
|                                           |                             | 15. Giovanna di Castiglia             | 30. Giovanni Emanuele di Castiglia, signore di Villena, Escalona e Peñafiel |  |  |       |  |  |                                          |  |  |                                          |  |
|                                           |                             | 15. Giovanna di Castiglia             | 30. Giovanni Emanuele di Castiglia, signore di Villena, Escalona e Peñafiel |  |  |       |  |  |                                          |  |  |                                          |  |
|                                           |                             | 15. Giovanna di Castiglia             | 31. Bianca de La Cerda y Lara                                               |  |  |       |  |  |                                          |  |  |                                          |  |
|                                           |                             | 15. Giovanna di Castiglia             |                                                                             |  |  |       |  |  |                                          |  |  |                                          |  |

### Fonti primarie
- (FR)  Histoire généalogique et chronologique de la maison royale de France, tomus III.
- (FR)  Documens historiques et généalogiques sur les familles et les hommes remarquables du Rouergue.

### Letteratura storiografica
- Joseph Calmette, Il regno di Carlo VII e la fine della guerra dei cent'anni in Francia, in Storia del mondo medievale, vol. VII, 1999, pp. 611–656.
- Charles Petit Dutaillis, Francia: Luigi XI, in Storia del mondo medievale, vol. VII, 1999, pp. 657–695.
- (FR)  La maison d'Armagnac au XVe siècle et les dernières luttes de la féodalité.